# Prince-of-Wales-Gletscher
Der Prince-of-Wales-Gletscher ist ein 16 km langer Gletscher in der antarktischen Ross Dependency. In der Queen Elizabeth Range fließt er in hauptsächlich nördlicher Richtung zwischen dem Hochstein Ridge und dem Komhyr Ridge zum Hamilton-Gletscher. 
Die Nordgruppe einer von 1961 bis 1962 durchgeführten Kampagne im Rahmen der New Zealand Geological Survey Antarctic Expedition benannte ihn nach dem damaligen britischen Thronfolger Charles, Prince of Wales, späterer König Charles III. (* 1948).